# Muisca
|  | Aquest article tracta sobre la llengua. Si cerqueu el grup humà, vegeu «muisques». |

El muisca (en muisca muyskkubun) és una llengua de la família txibtxa, pròpia dels muisques, poble indígena colombià. Aquesta llengua fou parlada entre el segle v aC i el segle xviii, quan l'ús de llengües indígenes fou prohibit per reial cèdula de Carles III d'Espanya el 10 de maig de 1770.

## Descripció
Es pot descriure com una llengua aglutinant i polisintètica. L'ordre de l'oració és subjecte-verb-objecte. El genitiu s'indica suprimint la vocal final del nom. Els sufixos de cas gramatical són -c(a), n(a) i -s(a), i són marcadors d'objectiu, ubicació i curs respectivament.
Els pronoms personals:
hγcha = jo
chie = nosaltres
mue = tu
mie = vosaltres
sisγ = este, esta, estes
γsγ = eix, eixa, eixes
asγ = aquell, aquella, aquells
El sistema verbal es caracteritza per la presència de marcadors del verb "ser" o "verb substantiu": 
-gue (possiblement [we]) = present o pretèrit
-nga = futur
-ngabe = condicional futur
-san = condicional present o pretèrit
-va = interrogatiu present o pretèrit
-nnua = interrogatiu futur
-nza = negatiu
-nzacan = condicional negatiu
La resta de verbs estan agrupats en dos tipus de conjugació, segons si el temps present-pretèrit està marcat pels sufixos -squa o -suca. La conjugació inclou prefixos personals (ze-, um-, a-, chi-, mi-, asγ-). Una característica del sistema són els verbs de baixa especificació semàntica, com l'arrel verbal -b-ta-(-squa) que indica transitivitat, es posposa a les marques de cada verb transitiu per adquirir un significat concret (per exemple u-b-ta-squa = deixar anar); també l'arrel transitiva -b-ga(-squa). L'arrel verbal intransitiva -mi(-squa) entra en la composició dels verbs intransitius.

## Fonologia
D'acord amb els texts coneguts es pot presentar el següent quadre de fonemes del muisca:
Vocals
|          | Anteriors | Centrals    | Posteriors |
| Altes    | i         |             | u          |
| Mitjanes | e         | ɨ <γ, ɣ, y> | o          |
| Baixes   |           | a           |            |

Consonants
|                    | labial    | alveolar           | postalveolar/retroflexa | velar           | glotal  |
| oclusives sordes   | p         | t                  |                         | k <c, q, qu>    | ' <¿h?> |
| fricatives sonores | β /b/ <b> |                    |                         | ɣ /g/ <g, ¿gu?> |         |
| nasals             | m         | n                  |                         | η <ng>          |         |
| fricatives sordes  | f         | s                  | ʃ ʂ <x> <ch>            |                 |         |
| africades sordes   |           | ts, tʂ /ts/ <z, ç> |                         |                 |         |
| vibrants           |           | ɾ, r <r>           |                         |                 |         |
| aproximants        | w <gu>    |                    |                         |                 |         |

## Escola Jizcamox
Són pocs els colombians que avui en dia tenen coneixements de muisca, després de la prohibició de la llengua el 1770. Tanmateix, en un esforç per revifar la llengua, a l'escola Jizcamox, el nom de la qual vol dir “guarint amb les mans”, de la població de Cota (Cundinamarca), es fan classes de muisca a aproximadament 150 estudiants decendents directes dels muisques.

## Projecte Muysc cubun
El Departament d'Antropologia i Lingüística de la Universitat Nacional de Colòmbia realitza des del 15 de juny de 2008 un projecte anomenat Muysc cubun, entre els objectius del qual s'hi troben la transcripció de les fonts primàries de la llengua, la creació d'un diccionari virtual i la recol·lecció i registre de muisquismes.